# Trà Tân, Lâm Đồng
Trà Tân là một xã thuộc huyện Đức Linh, tỉnh Bình Thuận, Việt Nam.

## Địa lý
Xã Trà Tân nằm ở phía nam huyện Đức Linh, cách trung tâm huyện 22 km theo trục lộ ĐT. 766, có vị trí địa lý:
- Phía đông giáp huyện Tánh Linh
- Phía tây giáp tỉnh Đồng Nai
- Phía Nam giáp xã Đông Hà
- Phía Bắc giáp xã Đông Hà.

Xã Trà Tân có diện tích 35,51 km², dân số năm 2017 là 9.150 người, mật độ dân số đạt 258 người/km².

## Hành chính
Xã Trà Tân được chia thành 4 thôn.

## Lịch sử
Ngày 28 tháng 11 năm 1983, Hội đồng Bộ trưởng Quyết định 140-HĐBT theo đó, chia xã Trà Tân thành hai xã lấy tên là xã Trà Tân và xã Tân Hà.